# Aucland
Aucland était un site web d'enchères en ligne français, créé par Fabrice Grinda et Sacha Fosse-Parisis en 1999, et dont l'actionnaire majoritaire était le fonds d'investissement Europ@Web de Bernard Arnault, à hauteur de 17,5 millions d'euros pour leur première levée de fonds.
Grand concurrent d'iBazar, avec lequel il se partageait le marché français, il s'est rapidement ouvert à l'international en lançant différentes versions locales de son site.
À la suite de l'éclatement de la bulle Internet en 2000 et désirant réduire les coûts, Europ@Web écarte Fabrice Grinda de la direction en mai 2000 au profit du gestionnaire Paul Zilk, qui cède en mai 2001 son poste à Sylvie Fleury. Sacha Fosse-Parisis quitte l'entreprise à la fin de 2000 pour rejoindre d'autres startups.
La société est restructurée et se recentre sur le marché français. Les sites anglais et espagnol sont néanmoins maintenus, ainsi que le site licencié italien.
Aucland est racheté en juillet 2002 par le groupe européen QXL Ricardo. Le site Aucland.fr demeure et absorbe le site QXL.fr. QXL continuera d'offrir ses services d'enchères en ligne en Europe et Europe de l'EST utilisant la technologie d'enchères d'Aucland.
Cependant, face à la forte concurrence d'eBay, qui a racheté iBazar en février 2001, le site français vivote et finit par fermer définitivement ses portes en France le 23 janvier 2007
Aucland aura vécu sept ans.
Le groupe QXL Ricardo entend se concentrer sur les marchés des pays nordiques, de la Suisse et de l'Europe de l'Est. Aucland avait été lancé en avril 1999 par l'un des pionniers du Web français, Fabrice Grinda. Ce dernier avait été ensuite débarqué par ses actionnaires, le fonds Europ@web, avant que le site ne soit racheté en 2002 par son concurrent britannique QXL, pour être racheté juste après et conjointement par
- la société COMPARIO 8, Place de l'Église Saint-Henri, 13016, Marseille, FR[2];
- et la société WEBVISU Société à Responsabilité Limitée, 76, rue Lauriston, Paris, FR[2].

qui ont continué à faire vivre le service en tant que service gratuit de petites annonces à partir du 27 janvier 2015.
Aucland reste célèbre pour une publicité diffusée puis censurée à la télévision, qui mettait en scène un immeuble en proie à un incendie, auquel les occupants, aux fenêtres, réclament le sauvetage de leur vie individuelle en négociant comme aux enchères.